# クリントン・デイヴィソン
クリントン・デイヴィソン（Clinton Joseph Davisson, 1881年10月22日 - 1958年2月1日）はアメリカ合衆国の物理学者である。1927年、レスター・ガーマー（Lester Halbert Germer, 1896年 - 1971年）と共に、ニッケル単結晶による電子線の回折を確認した。これはルイ・ド・ブロイの物質波の予測を確認したものである。1937年、別に電子線の回折実験に成功したジョージ・パジェット・トムソンとともにノーベル物理学賞を受賞した。

## 来歴
デイヴィソンは、イリノイ州のブルーミングトンで生まれた。1902年にシカゴ大学に入学してロバート・ミリカンのもとで学んだが経済的事情で学業を続けられず、就職した。ミリカムの推薦で大学の教官などを務めながら1908年シカゴ大学を卒業した。1911年プリンストン大学で学位を得た。第一次世界大戦が始まると、ウェスタン・エレクトリック研究所（後にベル研究所）で働くようになった。1930年代からは電子線の技術・応用面の研究を行った。1946年までベル研究所で働いた。

## 業績
ベル研究所でディヴィソンらはド・ブロイが物質波の考え方を発表する前から、ニッケルなどの金属に電子線をあててその反射を調べる実験を行っていたが、ニッケルを熱処理して再結晶させた時、回折現象が顕著に表れることを発見した。

## 栄誉
1928年にアメリカ科学アカデミーからコムストック物理学賞、1931年にフランクリン協会からエリオット・クレッソン・メダル、1935年王立協会からヒューズ・メダルを受賞している。